# Pantaneirohäst
Pantaneirohästen är en hästras från Brasilien som utvecklats i det flodrika området Pantanal. Pantaneirohästen är brasiliens eget svar på den argentinska Criollon, likt chilenska Correloron. Hästarna är även kända för deras nästan totala immunitet mot den smittsamma och dödliga sjukdomen EIA (Equine infectious anemia), även kallad träskfeber, en blodsjukdom som smittas via hästflugor och andra insekter. Detta har gjort att rasen passar utmärkt i det insektsrika och sanka området runt Amazonfloden.

## Historia
Precis som de flesta hästraser som utvecklats i Nord- och Sydamerika så härstammar Pantaneirohästen från de spanska hästar som skeppades från Spanien och Portugal med conquistadorerna och kolonisatörerna under 1500-talet. Under kolonitiderna startades många stuterier med dessa hästar men då och då släpptes hästarna fria eller rymde. Pantaneirohästarna utvecklades i de tropiska sankmarkerna i det flodrika området Pantanal i Brasilien.
Pantaneiron utvecklades troligtvis främst från den portugisiska Lusitanon som korsats med den argentinska Criollon och även arabiska fullblod. Men flera århundraden av utveckling i sankmarkerna har ändrat hästens karaktär. De lokala indianstammarna hjälpte att sprida hästarna över hela Pantanalområdet och de fick även lära sig hästhållning från de spanska kolonisatörerna.
Under slutet av 1800-talet sjönk antalet Pantaneirohästar drastiskt på grund av en dödlig pestsjukdom.  På grund av mycket utavel av hästarna av de lokala uppfödarna och bönderna försvann det naturliga immunet mot blodsjukdomen EIA och dessa hästar dog. Föreningen Brazilian Pantaneiro Horse Breeders Association startades för att rädda rasen och tillsammans med staten sattes lagar mot utavel av Pantaneiron.
Idag avlas Pantaneirohästarna i halvvilt tillstånd i regionen Pantanal. Under de senaste åren har man även studerat mycket på Pantaneirohästen, bland annat med genetiska tester.

## Egenskaper
Pantaneirohästen är en tålig och härdig häst som är Brasiliens eget svar på den arentinska hästrasen Criollo. De flesta länder i Sydamerika har sin egen version av denna ras. Pantaneirohästen har många olika namn förutom Pantaneiro. Den kallas även Pantaneiro Criollo, Mimoseano eller Poconeano.
Pantaneirohästen är ovanligt kraftig i jämförelse med många sydamerikanska hästraser och är ganska långbent. Dock är den inte speciellt snabb eller stark men tack vare sitt immunförsvar mot smittsamma sjukdomar som sprids via flugor och insektsbett så är de utmärkta för hästhållning i de tropiska områdena i Brasilien.